# کیک جافا
کیک جافا (به انگلیسی: Jaffa Cakes)، نوعی اسنک است که در سال ۱۹۲۷ میلادی توسط شرکت مک‌ویتیس  معرفی شده و نام آن از پرتقال یافا گرفته شده‌است. کیک جافا به‌شکل دایره‌ای با ۶۴ میلی‌متر قطر است. این کیک از سه لایه تشکیل شده‌است، پایهٔ آن را کیک اسفنجی تشکیل می‌دهد بر روی آن یک لایه از ژله با طعم پرتقال قرار دارد و با یک لایه شکلات پوشانده می‌شود. بسته‌های کیک‌های جافای اصلی به صورت  ۱۲، ۲۴ یا ۳۶ تایی بسته‌بندی می‌شوند.
کیک جافا شبیه بیسکوئیت است اما با نام کیک شناخته می‌شود زیرا بیسکوئیت ترد ولی جافا نرم است.
شرکت مک‌ویتیس توانسته است در دادگاهی ثابت کند که محصولی که تولید کرده جزو ردهٔ بیسکویت‌ها نیست و در ردهٔ کیک‌ها قرار دارد. با پیروزی در دادگاه این محصول به عنوان کیک شناخته شد و از پرداخت مالیات بر اجناس لوکس که بر بیسکویت تعلق می‌گرفت، معاف شد.